# Промышленность Крыма
Промышленность Крыма — одна из ведущих отраслей экономики Крыма.
Объём промышленного производства в Крыму в 2015 году составил 74,4 млрд рублей, в том числе:
- добыча полезных ископаемых — 9,8 %;
- обрабатывающие производства — 59,7 %;
- производство и распределение электроэнергии, газа и воды — 30,5 %.

Основные отрасли промышленности Крыма: пищевая, химическая, машиностроение, добыча природного газа, добыча стройматериалов, электроэнергетика.
В 2015 году индекс промышленного производства Крыма вырос на 12,4 %.

## Отрасли

### Добыча полезных ископаемых
Ведётся добыча природного газа, нефти, газоконденсата, стройматериалов.
Добычу углеводородов осуществляет компания «Черноморнефтегаз».

### Машиностроение и металлообработка
Машиностроение Крыма специализируется на производстве электротехнического и электронного оборудования -средств связи, оптических и навигационных устройств. Отрасль представлена более чем 50 предприятиями, из которых ведущими являются ОАО Машиностроительный завод «Фирма СЭЛМА», ОАО «Крымпродмаш», АО «Симферопольсельмаш», Феодосийская судостроительная компания «Море».
Судостроение — одна из крупнейших отраслей машиностроения Крыма, представленное крупными предприятиями в Севастополе, Керчи, Феодосии. Керченский завод «Залив» специализируется на производстве танкеров средней и большой грузоподъемности, лихтеровозов.
- Симферопольский завод телевизоров -> Производственное объединение «Фотон» (закрыт в 1997 году)
- Завод «Симферопольсельмаш»
- Джанкойский машиностроительный завод
- Завод «Сельхоздеталь» (Симферополь)
- Феодосийский механический завод
- Завод «Гидроприбор» (Феодосия)
- Севастопольский приборостроительный завод
- Завод «Сантехпром» (Симферополь)
- Научно-производственное объединение «Пневматика»

#### Судостроение

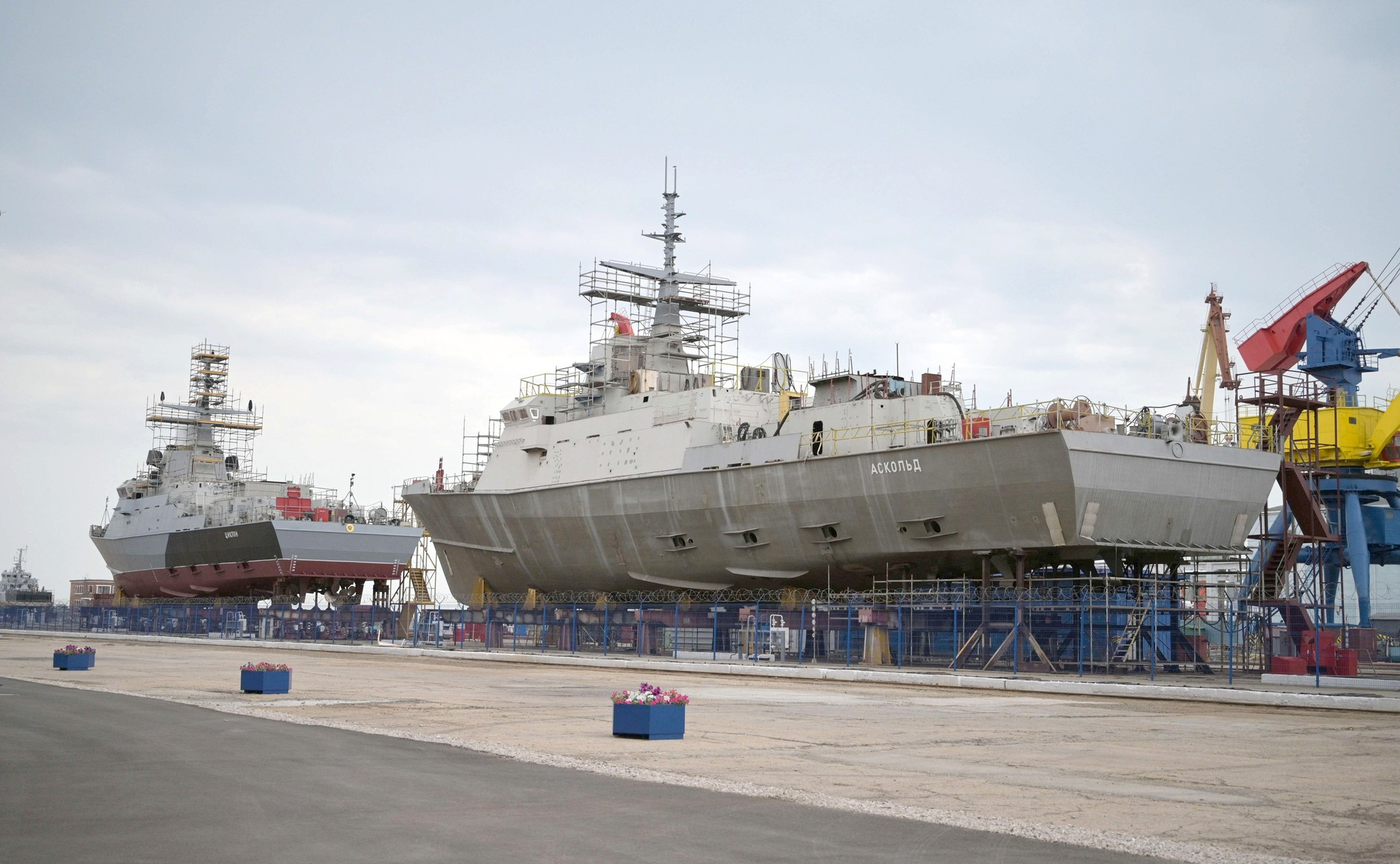
Ракетные корабли проекта 22800 на заводе «Залив» в Керчи

- Керченский судостроительный завод «Залив»
- Феодосийская судостроительная компания «Море»
- Севастопольский морской завод им. С.Орджоникидзе
- Судокомпозит , Феодосия
- Фиолент (завод) , Симферополь

#### Электротехническая промышленность
- Крымский электрощитовой завод (КрымЭлектрощит)[2]

### Чёрная металлургия
- Камыш-Бурунский железорудный комбинат
- Керченский металлургический комбинат им. П. Л. Войкова

### Химическая промышленность
Химическая промышленность Крыма имеет чётко выраженную ориентацию на источники сырья и потому располагается в городе Саки, соседствующем с крупными солёными озёрами Сасык и Сакским и на Перекопском перешейке, где расположена система горько-солёных озёр. Почти одна четвёртая часть от общего объёма промышленного производства представлена предприятиями химической и нефтехимической промышленности. В Крыму расположены крупнейшие химические предприятия, которые были монополистами на Украине и в странах СНГ и выпускают конкурентоспособную на европейском и мировом рынках продукцию.
Они образуют экспортное ядро республики. Важным фактором успешной производственной деятельности является наличие на полуострове местной базы сырья и значительных трудовых ресурсов.
Ведущими предприятиями химической отрасли являются ЗАО «Крымский ТИТАН», ОАО «Крымский содовый завод», ПАО «Бром», ООО «Аквавита», ОАО «Поливтор».
Основные предприятия химической отрасли:
- Сакский химический завод (г. Саки)
- Научно-производственное объединение «Йодобром» (г. Саки)
- Крымский содовый завод (г. Красноперекопск)
- Перекопский бромный завод (г. Красноперекопск)
- Крымский Титан (г. Армянск)
- химические производства в Симферополе

### Промышленность строительных материалов
- Альминский завод строительных материалов
- Инкерманский комбинат стенных материалов
- Керченский завод стройматериалов
- Завод «Стройдеталь» (Феодосия)
- Феодосийский кирпичный завод
- Производственное объединение «Стройиндустрия» (Бахчисарай)

Наибольший удельный вес в общем объёме строительных работ в Крыму занимает индивидуальное жилищное строительство — 86,2 %, доля многоквартирных домов составила в 2013 г. 13,3 % принятого жилья, общежитий 0,5 %. К началу 2014 г. свыше 50 тыс. жителей Крыма официально нуждались в жилье.

### Пищевая промышленность
Среди отраслей пищевой промышленности выделяются плодоовощная и плодоовощеконсервная отрасли. Маслобойно-жировая промышленность располагает двумя крупными заводами по производству растительного масла из семян подсолнечника в городах Симферополе и Керчи(уже не работает на 2020г). Заслуженным авторитетом пользуются эфирные масла Крыма.
Мукомольно-крупяная промышленность представлена в Крыму десятью комбинатами хлебопродуктов, на которых производится мука и крупы, хлебозаводами, макаронной фабрикой в Симферополе. Мощное развитие в Крыму получила винодельческая промышленность. Сельское хозяйство Крыма исторически сориентировано на развитие земледелия. Отраслями его специализации являются виноградарство, садоводство, возделывание табака, эфиромасличных культур, зерновое хозяйство. На мировом рынке хорошо известна продукция крымского виноделия — марочные десертные вина и шампанское.

### Лёгкая промышленность
- Симферопольская кожевенно-галантерейная фабрика
- Красногвардейская перо-пуховая фабрика

## Перечень системообразующих предприятий экономики Крыма
Министерство экономического развития Российской Федерации ведёт реестр системообразующих предприятий российской экономики. По состоянию на 27 апреля 2020 года в реестре — 11 крымских предприятий. Из них по ведомству Минтранса РФ проходит 4 компании, Минэнерго — 3 компании, Минпромторга — 2 компании, Минсельхоза и Минспорта — по одной компании. В городе Севастополе по ведомству Минтранса РФ выделено одно системообразующее предприятие.
- ГУП РК «Крымтроллейбус»
- ГУП Севастополя «Севэлектроавтотранс им. А. С. Круподёрова»
- ГУП РК «Крымские морские порты»
- ООО «Международный аэропорт «Симферополь»
- ООО «Южная пригородная пассажирская компания»
- ГУП РК «Крымгазсети»
- ГУП РК «Черноморнефтегаз»
- ГУП РК «Крымэнерго»
- АО «Завод «Фиолент»
- ПАО «Крымский содовый завод»
- Группа компаний Оптима: АО «Дружба народов Нова»
- ООО «Национальный центр параолимпийской и дефлимпийской подготовки и реабилитации инвалидов»